# آنا ماي روتليدج
آنا ماي روتليدج هي ممثلة كندية، ولدت في 31 مارس 1982 في برلين في ألمانيا.

## أعمال

### أفلام
- أحبك بيث كوبر[3]

## وصلات خارجية
- آنا ماي روتليدج على موقع IMDb (الإنجليزية)
- آنا ماي روتليدج على موقع ألو سيني (الفرنسية)
- آنا ماي روتليدج على موقع ألو سيني (الفرنسية)
- آنا ماي روتليدج على موقع أول موفي (الإنجليزية)
- آنا ماي روتليدج على موقع قاعدة بيانات الفيلم (الإنجليزية)
- آنا ماي روتليدج على موقع كينوبويسك (الروسية)